# Haim Lipkovitz
Haim Lipkovitz (1952. október 13. –) izraeli nemzetközi labdarúgó-játékvezető. (héberül: חיים ליפקוביץ)

## Pályafutása

### Nemzetközi játékvezetés
Az Izraeli labdarúgó-szövetség Játékvezető Bizottsága (JB) terjesztette fel nemzetközi játékvezetőnek, a Nemzetközi Labdarúgó-szövetség (FIFA) 1992-től tartotta nyilván bírói keretében. Több nemzetek közötti válogatott és klubmérkőzést vezetett, vagy működő társának segített partbíróként. Az izraeli nemzetközi játékvezetők rangsorában, a világbajnokság-Európa-bajnokság sorrendjében többedmagával a 6. helyet foglalja el 3 találkozó szolgálatával. Az aktív nemzetközi játékvezetéstől 1998-ban a FIFA 45 éves korhatárát elérve búcsúzott. Válogatott mérkőzéseinek száma: 5.

#### Világbajnokság
A világbajnoki döntőhöz vezető úton Egyesült Államokba a XV., az 1994-es labdarúgó-világbajnokságra és Franciaországba a XVI., az 1998-as labdarúgó-világbajnokságra a FIFA JB bíróként alkalmazta.

##### 1994-es labdarúgó-világbajnokság
| Időpont           | Helyszín                 | Mérkőzés típusa           | Mérkőzés               | Eredmény | Nézők száma |
| ----------------- | ------------------------ | ------------------------- | ---------------------- | -------- | ----------- |
| 1993. április 25. | Tsirio Stadion, Limassol | előselejtező (4. csoport) | Ciprus–Feröer-szigetek | 3 : 1    | 4 000       |

##### 1998-as labdarúgó-világbajnokság
| Időpont           | Helyszín                  | Mérkőzés típusa           | Mérkőzés                | Eredmény | Nézők száma |
| ----------------- | ------------------------- | ------------------------- | ----------------------- | -------- | ----------- |
| 1996. november 9. | Sportpark Stadion, Eschen | előselejtező (8. csoport) | Liechtenstein–Macedónia | 1 : 11   | 2 700       |

##### Európa-bajnokság
Az európai-labdarúgó torna döntőjéhez vezető úton Angliába a X., az 1996-os labdarúgó-Európa-bajnokságra az UEFA JB játékvezetőként foglalkoztatta.
| Időpont           | Helyszín                      | Mérkőzés típusa           | Mérkőzés               | Eredmény | Nézők száma |
| ----------------- | ----------------------------- | ------------------------- | ---------------------- | -------- | ----------- |
| 1967. október 28. | Spyridon Louis Stadion, Athén | előselejtező (8. csoport) | Görögország–San Marino | 2 : 0    | 20 000      |

#### Afrikai nemzetek kupája
Tunézia rendezte a 19., az 1994-es afrikai nemzetek kupája labdarúgó tornát, ahol a CAF JB a döntőhöz vezető úton játékvezetőként alkalmazta.
| Időpont             | Helyszín                  | Mérkőzés típusa           | Mérkőzés          | Eredmény |
| ------------------- | ------------------------- | ------------------------- | ----------------- | -------- |
| 1992. augusztus 30. | Nemzeti Stadion, Pretoria | előselejtező (5. csoport) | Dél-Afrika–Zambia | 0 : 1    |